# Doença pelo vírus Ébola no Mali

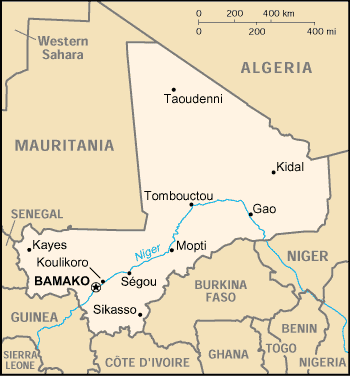
Mapa do Mali

A doença pelo vírus Ébola no Mali ocorreu em outubro de 2014, levando à preocupação com a possibilidade de um surto de Ébola no Mali. Uma criança foi trazida da Guiné e morreu na cidade de Kayes, no noroeste. Em novembro, ocorreu um segundo surto não relacionado na capital do Mali, Bamako. Pensa-se que várias pessoas em uma clínica tenham sido infectadas por um homem que viajava da Guiné. Em 18 de janeiro, o Mali foi declarado livre do Ébola após 42 dias, sem novos casos. Houve um total acumulado de oito casos com seis mortes.

Localização do Mali na África

## Epidemiologia

### Na cidade Kayes
No final de outubro de 2014, uma menina de dois anos morreu de Ébola na cidade de Kayes. A criança, mais tarde identificada como Fanta Kone, foi internada no hospital em 21 de outubro, onde apresentou resultado positivo para febre tifoide. Testes adicionais confirmaram o Ébola. A criança, a avó, o tio e a irmã de cinco anos chegaram a Bamako depois de viajar a cerca de 1000 km da Guiné, onde o pai de Kone havia morrido. Eles então viajaram para Kayes de ônibus.
O pai de Fanta Kone, um trabalhador da Cruz Vermelha, assistiu em uma clínica médica particular em Beyla, de propriedade e administrada por seu pai, o avô paterno de Fanta. Suspeita-se que ele tenha contraído o Ébola de um fazendeiro de outra aldeia, que procurou tratamento na clínica e estava acompanhado por suas duas filhas. O fazendeiro morreu em 12 de setembro e suas filhas em 23 de setembro. Depois de adoecer no final de setembro, o pai de Fanta viajou para sua aldeia natal de Sokodougou, a 70 quilômetros de distância, onde morreu em 3 de outubro. Em 20 de outubro, o avô paterno, sua esposa e dois filhos também haviam morrido, com algumas mortes confirmadas como sendo da doença de Ébola. A mãe de Fanta e o irmão de 3 meses permanecem livres de doenças e residem na Guiné durante um período de luto de 40 dias antes de se juntar ao resto de sua família no Mali.
As amostras da criança foram testadas no Centro de Pesquisa de TB e AIDS do Mali. Febres hemorrágicas como Ébola, vírus de Marburg e febre de Lassa podem ter sintomas semelhantes, e os testes podem ajudar a determinar se uma pessoa tem um caso de uma dessas doenças. Há cerca de meio milhão de casos de febre de Lassa por ano na África Ocidental, causando cerca de 5.000 mortes.

### Rastreamento de contato
Havia preocupação de que Kone tivesse exposto outras pessoas ao vírus durante sua jornada porque ela estava sangrando pelo nariz. O contato com sangue ou fezes de alguém doente com Ébola é um fator de alto risco para a doença. Em 25 de outubro, estimava-se que a criança tivesse contato com até 300 pessoas, 43 das quais foram colocadas em isolamento para impedir a propagação da doença. Dos 43, 10 eram profissionais de saúde. Em 27 de outubro, 111 pessoas foram identificadas como contatos, mas a busca foi dificultada pela falta de profissionais de saúde e 40 voluntários foram treinados para ajudar no rastreamento de contatos. Até 29 de outubro, pensou-se que ela tivesse contato com 141 pessoas, no entanto, nem todas foram encontradas, incluindo 6 das 10 pessoas em uma viagem de ônibus com a criança da fronteira da Guiné para Bamako.
Até 5 de novembro, não havia casos conhecidos além da criança, embora o risco de mais casos ainda fosse considerado alto. 108 pessoas que tiveram contato com a criança foram colocadas em quarentena, embora 40 contatos permanecessem ausentes a partir de 9 de novembro. O Ministério da Saúde do Mali esperava libertar essas 108 pessoas do monitoramento em meados de novembro, e todos os contatos concluíram com êxito seu período de espera de 21 dias em 15 de novembro.

### Na cidade Bamako

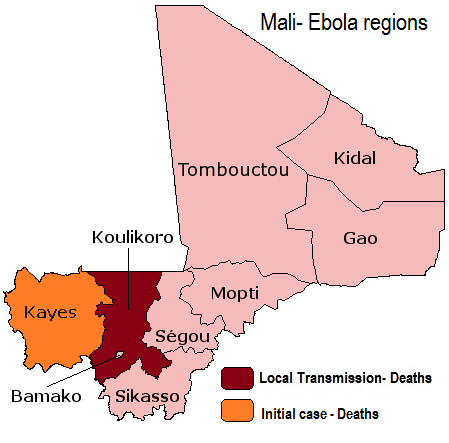
Regiões do Mali com casos de Ebola (Kayes, Bamako)

Em 12 de novembro, o Mali confirmou sua segunda e terceira mortes por Ébola: um imã da Guiné e uma enfermeira que o tratava em uma clínica em Bamako, capital do Mali. Os casos não têm relação com o caso anterior de Kayes.
Uma enfermeira em Bamako que havia tratado o imã subsequentemente adoeceu. Em 11 de novembro, ela testou positivo para o Ébola e morreu no mesmo dia. Um segundo caso foi confirmado em um médico que também trabalhava na clínica e tratava o imã. Ele desenvolveu sintomas em 5 de novembro e morreu em 20 de novembro.
Até 12 de novembro, 90 contatos haviam sido colocados em quarentena em toda a cidade de Bamako, incluindo cerca de 20 soldados da paz da ONU que foram tratados na clínica por ferimentos sofridos durante o serviço. O governo colocou a clínica e a mesquita do imã em trancamento total. O rastreamento de contatos foi dificultado porque o imã morreu duas semanas antes de seu diagnóstico. Ele não era suspeito de ter Ébola até que a enfermeira testasse positivo para a doença. Ele foi enterrado com ritos tradicionais completos, incluindo a lavagem do corpo, e pode ter exposto muitos enlutados ao vírus.
Em 19 de novembro, a OMS atualizou o status dos casos no Mali. O imã foi reclassificado e não contado no Mali, mas considerado um caso da Guiné. O segundo caso no Mali foi o da enfermeira que tratou o imã, e o médico que tratou o imã foi o terceiro. Os três casos seguintes também foram relacionados ao imã: um homem que o visitou enquanto ele estava no hospital, sua esposa e seu filho. A infecção pelo Ébola foi confirmada em laboratório na esposa e no filho. Até 15 de novembro, um total de 407 contatos possíveis estavam sendo rastreados, de acordo com um relatório oficial do Ministério da Saúde.
Em 6 de dezembro, as forças de paz da ONU foram liberadas da quarentena na Clínica Pasteur. Em 12 de dezembro, o último caso em tratamento se recuperou e teve alta, "para que não haja mais pessoas doentes com Ébola no Mali", segundo uma fonte do Ministério da Saúde. Em 16 de dezembro, o Mali divulgou os 13 indivíduos finais que estavam em quarentena, portanto o país será declarado livre do vírus em 18 de janeiro, segundo a OMS. "Não há mais rastreamento de contatos ... e não há suspeita de casos de Ébola", indicou um porta-voz da OMS.

## Esforços de contenção
Em outubro, o Hospital Fousseyni Daou desenvolveu um plano de gerenciamento do Ébola. O governador de Kayes fechou todas as escolas em Kayes e instou todos os residentes a observar estritamente as recomendações de higiene para ajudar a impedir a propagação da doença.
Como resultado dos esforços para espalhar informações sobre o Ébola, a preocupação com a doença resultou em algumas mudanças nas práticas tradicionais. Alguns malaios começaram a mudar seus rituais de sepultamento, a cumprimentar os outros acenando em vez de apertar as mãos e a evitar comer do mesmo prato, como normalmente é feito em toda a África.
No início do ano, antes do início da doença no Mali, um laboratório de nível 3 de biossegurança foi instalado em Bamako para se preparar para a possibilidade de um surto. Antes da capacidade de diagnosticar o Ébola no Mali, as amostras precisavam ser enviadas, levando três semanas para confirmação ", enquanto o pânico e os boatos se espalhavam pelas ruas da capital e os pacientes assustados ficavam em quarentena". Com a instalação do novo laboratório, as amostras podem ser processadas em apenas algumas horas.
Em 25 de outubro, o Serviço Aéreo Humanitário das Nações Unidas entregou uma remessa de cerca de uma tonelada de suprimentos médicos por via aérea para ajudar o Mali. Médicos sem Fronteiras enviaram uma equipe para o Mali no final de outubro, para fornecer suporte técnico ao Ministério da Saúde. O país compartilha uma fronteira de 800 quilômetros com a Guiné, que continua monitorando.